# Heat Treatment
Albums de Graham Parker
Howlin' Wind
(1976) The Pink Parker
(1977)
Heat Treatment est le deuxième album de Graham Parker and the Rumour. Proche du point de vue du style de leur premier album, Howlin' Wind, Heat Treatment a été bien reçu par la critique et contient quelques-unes de ses chansons phares comme la chanson-titre, "Pourin' It All Out" ou encore "Fool's Gold". "Black Honey" peut être considérée comme une suite sombre du premier morceau de Howlin' Wind, "White Honey". "Hotel Chambermaid" a été reprise bien plus tard par Rod Stewart.
Récemment, Parker a dit de l'album sur son site web  qu'il s'agit d'un de ses albums qu'il aime le moins, parlant de son chant amateur, de son écriture bâclée, et de la production dure de Robert John "Mutt" Lange. Dans les années 1980, Lange connaîtra un immense succès en produisant des artistes comme AC/DC ou Def Leppard.
En 2001, Vertigo/Mercury a réédité une version remastérisée de l'album en CD avec des pistes bonus, dont deux pistes du Pink Parker EP.

## Réception
L'album a atteint la 2e position du Critics poll of the Year du magazine américain Village Voice en 1976 Village Voice, devant Howlin' Wind, sorti la même année, qui pointera en 4e position.

## Liste des pistes
| No  | Titre                          | Auteur        | Durée |
| --- | ------------------------------ | ------------- | ----- |
| 1.  | Heat Treatment                 | Graham Parker | 3:07  |
| 2.  | That's What They All Say       | Parker        | 3:46  |
| 3.  | Turned Up Too Late             | Parker        | 3:38  |
| 4.  | Black Honey                    | Parker        | 3:57  |
| 5.  | Hotel Chambermaid              | Parker        | 2:55  |
| 6.  | Pourin' It All Out             | Parker        | 3:15  |
| 7.  | Back Door Love                 | Parker        | 3:01  |
| 8.  | Something You're Going Through | Parker        | 4:10  |
| 9.  | Help Me Shake It               | Parker        | 3:37  |
| 10. | Fool's Gold                    | Parker        | 4:15  |

### Pistes bonus (réédition de 2001)
| No  | Titre                     | Auteur                                                | Durée |
| --- | ------------------------- | ----------------------------------------------------- | ----- |
| 11. | Hold Back the Night       | Dennis Harris, Allan Felder, Ronald Baker, Earl Young | 3:01  |
| 12. | (Let Me Get) Sweet on You | Parker                                                | 2:46  |

## Personnel
- Graham Parker – chant, guitare acoustique, guitare électrique
- Brinsley Schwarz – guitare, chœurs
- Martin Belmont – guitare, chœurs
- Bob Andrews – claviers, chœurs
- Steve Goulding – batterie, chœurs
- Andrew Bodnar – guitare basse Fender

### Personnel supplémentaire
- John "Viscount" Earle – saxophones
- Danny Ellis – trombone
- Albie Donnelly – saxophones
- Dick Hanson – trompette

## Position dans les charts
Album
| Année | Chart                | Position |
| ----- | -------------------- | -------- |
| 1977  | Billboard Pop Albums | 169      |

Single
| Année | Chanson               | Chart                 | Position |
| ----- | --------------------- | --------------------- | -------- |
| 1977  | "Hold Back the Night" | Billboard Pop Singles | 58       |